# Gianni Sofri
Giovanni Sofri, detto Gianni (Staranzano, 12 agosto 1936), è uno storico e saggista italiano.

## Biografia
Docente universitario dal 1961 al 2002, è considerato uno fra i maggiori studiosi italiani del Mahatma Gandhi.
È fratello di Adriano Sofri.

## Opere (elenco parziale)
- Gianni Sofri, Il modo di produzione asiatico. Storia di una controversia marxista, Einaudi, Torino, 1969, ISBN non esistente.
- Gianni Sofri, Corso di geografia, Bologna, Zanichelli, 1976, ISBN non esistente.
- Pier Cesare Bori, Gianni Sofri, Gandhi e Tolstoj. Un carteggio e dintorni, Bologna, Il mulino, 1985, ISBN 88-15-00793-8.
- Gianni Sofri, Gandhi in Italia, Bologna, Il mulino, 1988, ISBN 88-15-01768-2.
- Gianni Sofri, Gandhi e l'India, Firenze, Giunti, 1995, ISBN 88-09-20757-2.
- (EN) Gianni Sofri, Gandhi and India, Northampton (Massachusetts), Interlink Publishing, 1999, ISBN 1-56656-239-2.
- Gianni Sofri, Del fare libri. Mezzo secolo da Zanichelli, Bologna, Zanichelli, 2013, ISBN 978-88-08-26368-1.
- Gianni Sofri, Gandhi tra Oriente e Occidente, Palermo, Sellerio, 2015, ISBN 88-389-3238-7.